# Tephronia fingalata
Tephronia fingalata är en fjärilsart som beskrevs av Pierre Millière 1874. Tephronia fingalata ingår i släktet Tephronia och familjen mätare. Inga underarter finns listade i Catalogue of Life.